# Ballate liriche
Ballate liriche (titolo in inglese: Lyrical Ballads, with a Few Other Poems) è una raccolta di poesie di William Wordsworth e Samuel Taylor Coleridge, pubblicata inizialmente anonima nel 1798. 
L'immediato effetto sulla critica fu di modeste proporzioni, per poi diventare e rimanere un'opera decisiva, tanto che oggi viene generalmente ritenuta l'opera che segna l'inizio del Romanticismo nella letteratura inglese. La maggior parte dei poemi nell'edizione del 1798 era scritta da Wordsworth. Coleridge contribuì con sole quattro poesie, inclusa in apertura una delle sue più famose, La ballata del vecchio marinaio (The Rime of the Ancyent Marinere, in seven parts). La seconda edizione, col titolo Lyrical Ballads, with Other Poems, fu pubblicata nel 1800 in due volumi, in cui Wordsworth aggiunse ulteriori poesie e una prefazione, dove espose le sue idee riguardo alla poesia, che è considerata il manifesto del Romanticismo.

## Trama
Il tema dominante delle Ballate liriche è quello del ritorno allo stato di natura, in cui l'uomo conduce un'esistenza pura e innocente, in contrapposizione all'esistenza umana oramai corrotta dalla civiltà.

## Poesie nell'edizione del 1800

### Volume I
- Expostulation and Reply
- The Tables Turned; an Evening Scene, on the Same Subject
- Old Man Traveling; Animal Tranquillity and Decay, a Sketch
- The Complaint of a forsaken Indian Woman
- The Last of the Flock
- Lines left upon a Seat in a Yew-tree which stands near the Lake of Esthwaite
- The Foster-Mother's Tale↑
- Goody Blake and Harry Gill
- The Thorn
- We are Seven
- Anecdote for Fathers
- Lines written at a small distance from my House and sent me by my little Boy to the Person to whom they are addressed
- The Female Vagrant
- The Dungeon↑
- Simon Lee, the old Huntsman
- Lines written in early Spring
- The Nightingale↑
- Lines written when sailing in a Boat at Evening
- Written near Richmond, upon the Thames
- The Idiot Boy
- Love↑
- The Mad Mother
- The Rime of the Ancient Mariner↑
- Lines written above Tintern Abbey

Con il simbolo ↑ sono indicate le poesie scritte da Coleridge

### Volume II
- Hart-leap Well
- There was a Boy, &c
- The Brothers, a Pastoral Poem
- Ellen Irwin, or the Braes of Kirtle
- Strange fits of passion have I known, &c.
- Song
- She Dwelt among the Untrodden Ways
- A slumber did my spirit seal &c.
- The Waterfall and the Eglantine
- The Oak and the Broom, a Pastoral
- Lucy Gray
- The Idle Shepherd-Boys or Dungeon-Gill Force, a Pastoral
- 'Tis said that some have died for love, &c.
- Poor Susan
- Inscription for the Spot where the Hermitage stood on St. Herbert's Island, Derwent-Water
- Inscription for the House (an Out-house) on the Island at Grasmere
- To a Sexton
- Andrew Jones
- The two Thieves, or the last stage of Avarice
- A whirl-blast from behind the Hill, &c.
- Song for the wandering Jew
- Ruth
- Lines written with a Slate-Pencil upon a Stone, &c.
- Lines written on a Tablet in a School
- The two April Mornings
- The Fountain, a Conversation
- Nutting
- Three years she grew in sun and shower, &c.
- The Pet-Lamb, a Pastoral
- Written in Germany on One of the Coldest Days of the Century
- The Childless Father
- The Old Cumberland Beggar, a Description
- Rural Architecture
- A Poet's Epitaph
- A Character
- A Fragment
- Poems on the Naming of Places
- Michael, a Pastoral

## Edizioni
- [W. Wordsworth] e [S.T. Coleridge], Lyrical Ballads, with a Few Other Poems, London, printed for J. & A. Arch, 1798.
- W. Wordsworth e [S.T. Coleridge], Lyrical Ballads, with Other Poems, 2 voll., 2ª ed., London, printed for T.N. Longman and O. Rees, 1800.